# Another Day of Life
Pour plus de détails, voir Fiche technique et Distribution.
Another Day of Life est un film documentaire d'animation réalisé par Raúl de la Fuente et Damian Nenow, sorti en 2018. Il est adapté D'une guerre l'autre : Angola, 1975 (1976), le reportage de Ryszard Kapuscinski.

## Synopsis
Ryszard Kapuscinski, journaliste de guerre, convainc ses supérieurs à l'agence de presse polonaise de l'envoyer en Angola, alors en pleine guerre civile.

## Fiche technique
- Titres originaux :
  - Jeszcze dzień życia
  - Un Día más con Vida
- Titre français : Another Day of Life
- Réalisation : Raúl de la Fuente et Damian Nenow
- Scénario :  Raul de la Fuente, Amaia Remirez, David Weber, Niall Johnson, Damian Nenow d'après D'une guerre l'autre : Angola, 1975 (1976) de Ryszard Kapuscinski
- Distribution : Gébéka Films (France), Next Film (Pologne)
- Pays de production :  Espagne,  Pologne,  Belgique,  Hongrie,  Allemagne
- Langue : anglais, portugais, polonais, espagnol
- Format : couleur
- Genre: documentaire, film d'animation
- Technique : Rotoscopie[1]
- Musique : Mikel Salas
- Montage : Raúl de la Fuente
- Durée : 85 minutes
- Dates de sortie :
  - Première mondiale : 11 mai 2018 (Festival de Cannes)[2]
  - Espagne : 26 octobre 2018
  - Pologne : 2 novembre 2018
  - France : 23 janvier 2019
- Budget : 7,7 millions d'euros[3]
- Box office : 350 796 $[4]

## Distribution

### Acteurs
- Miroslaw Haniszewski : Ryszard Kapuściński (VF : Pierre Tessier)
- Vergil J. Smith : Queiroz / Luis Alberto / Nelson
- Tomasz Ziętek : Farrusco
- Celia Manuel : Carlota / Dona Cartagina / Femme sur la route
- Olga Bołądź : Carlota / Dona Cartagina
- Rafal Fudalej : Friedkin / Étudiant
- Pawel Paczesny : Soldat Portugais / Carlos
- Jakub Kamienski : Luis Alberto / Nelson / Père

### Voix
- Kerry Shale : Ryszard Kapuściński
- Daniel Flynn : Queiroz
- Youssef Kerkour : Farrusco
- Lillie Flynn : Carlota
- Akie Kotabe : Friedkin / Étudiant
- Emma Tate : Dona Cartagina
- Jude Owusu : Carlos
- Martin Sherman : Luis Alberto / Nelson

## Récompenses
- Prix du cinéma européen du meilleur film d'animation 2018[5],[6],[7].
- Prix du public 2018 du Festival International du Film de San Sebastián[8].
- Prix du meilleur film d'animation à la 33ème cérémonie des Goyas[9].